# 溫薩貝格山
47°50′29″N 15°46′57″E / 47.84150°N 15.78253°E
溫薩貝格山（德語：Winsaberg），是奧地利的山峰，位於該國東北部，由下奧地利州負責管轄，屬於古滕施泰因阿爾卑斯山脈的一部分，海拔高度1,009米。